# Alberto Simonini (musicista)
Alberto Simonini (Bologna, 11 agosto 1961) è un chitarrista e compositore italiano, noto per essere stato un membro storico del gruppo heavy metal Crying Steel e per aver collaborato con il cantante Steve Sylvester; ha inoltre all'attivo un album da solista.

## Biografia
Simonini nacque a Bologna nel 1961, e già da ragazzo incominciò a suonare la chitarra elettrica, militando in varie band locali. Nel 1980, dopo varie esperienze musicali, diede vita al suo primo gruppo, i Wurdulak, dediti ad un hard rock ispirato da gruppi come Kiss e AC/DC. Due anni più tardi Simonini, volendosi spostare su un genere più orientato verso gruppi come Iron Maiden e Judas Priest, decise di abbandonare i Wurdulak, insieme con il bassista Angelo Franchini e il batterista Luca Cardarella, e di fondarne uno nuovo. Ai tre si aggiunsero il cantante Luca Bonzagni e il chitarrista Franco Nipoti, e nacquero così i Crying Steel. Il gruppo cominciò ben presto a suonare concerti nella provincia di Bologna, registrando alcune demo per ottenere un contratto discografico. Nel 1985 furono notati dalla Metaleye, che offrì un contratto alla band. Il gruppo registrò e pubblicò quindi nello stesso anno il suo primo EP omonimo, grazie al quale ottenne un contratto con la prestigiosa etichetta italiana LM Records (per la quale lo stesso Simonini lavorerà successivamente). Nel 1987 il gruppo pubblicò il suo primo album, On the Prowl, che riscosse un buon successo; l'anno seguente, tuttavia, quando la band sembrava aver raggiunto il successo, Simonini decise di andarsene, a causa di divergenze stilistiche e scontri con altri membri. Lasciati i Crying Steel (che si sciolsero poco dopo), Simonini si trasferì a Pesaro, dove incontrò il chitarrista Paolo Perdetti, detto "Red Crotalo" (già chitarrista dei Revenge), con il quale decise di fondare un nuovo gruppo, sempre heavy metal ma con maggiori influenze power metal, dando vita ai Midway. Nel 1988 la band iniziò a lavorare al suo primo album, nonostante alcuni problemi dovuti all'instabilità della formazione. Parallelamente a ciò, Alberto decise di iniziare una carriera solista con sonorità più incentrate sul rock melodico, avvalendosi del contributo di alcuni musicisti ma suonando ogni strumento in studio. Tuttavia, alcuni problemi con la LM records non gli permisero di pubblicare il suo lavoro. Nel 1989 gli fu chiesto di suonare su un paio di canzoni dell'album del gruppo metal Morgana Three Years of Madness. Nel 1991, durante un concerto dei Midway, fu notato dal manager dei Death SS, che gli propose di unirsi alla band. Simonini accettò, e i Midway si sciolsero. La permanenza del chitarrista nella band fu però breve, in quanto Alberto abbandonò i Death SS dopo poche prove, volendo dedicarsi ad altri tipi di sonorità. In ogni caso, il leader del gruppo Steve Sylvester, impressionato dalla sua abilità di chitarrista, gli chiese di suonare sul suo album solista, Free Man, nel 1993. A questo album seguì un tour dove Simonini suonò al fianco di Sylvester e del chitarrista Paul Chain. Di ritorno dal tour, Sylvester progettò un secondo album solista, ma durante le registrazioni, sia Simonini che Chain abbandonarono la band. L'album, Mad Messiah, fu comunque pubblicato nel 1998, e Simonini rimase al fianco di Sylvester nella produzione. Nel 2003 fu invitato a prendere parte ad una serie di concerti con la formazione originale dei Crying Steel, che partirono per una sorta di tour. Nel 2006 la band iniziò a lavorare ad un nuovo album; nel frattempo, Simonini riuscì a pubblicare l'album irrealizzato dei Midway, Midway 1988, e il suo album solista, registrato nel 1989, Moon Twice. Sempre nel 2006 Simonini diede vita ad un nuovo progetto; tuttavia, in un'intervista dello stesso anno, affermò che stava pianificando un ritiro dal mondo musicale, dicendo di essere ormai demotivato dalla scena musicale italiana. I Crying Steel pubblicarono il loro secondo album, The Steel is Back!, un anno più tardi, partendo per una serie di concerti; un anno più tardi, nel 2008, Alberto lascia definitivamente la band a causa di seri problemi di salute, abbandonando così del tutto la sua carriera musicale.

## Discografia

### Con i Crying Steel
- 1987 - On the Prowl
- 2007 - The Steel is Back!

EP
- 1985 - Crying Steel

### Con i Midway
- 2006 - Midway 1988

### Con Steve Sylvester
- 1993 - Free Man
- 1998 - Mad Messiah

Singoli
- 1994 - Broken Soul
- 1998 - Love Has Torn Me Apart

### Solista
- 2006 - Moon Twice